# Dwayne Morton
Dwayne Lamont Morton (* 8. August 1971 in Louisville, Kentucky) ist ein ehemaliger US-amerikanischer Basketballspieler. Nach einer kurzen Karriere in der am höchsten dotierten Profiliga National Basketball Association (NBA), die kaum eine ganze Spielzeit umfasste, spielte Morton als Profi neben Minor Leagues in seinem Heimatland in Europa, Japan und der Dominikanischen Republik. Am Ende seiner Karriere, in der er kurzzeitig auch in der deutschen Basketball-Bundesliga für Bayer Leverkusen spielte, blieb er sieben Jahre in Bulgarien, bevor er dort mit 41 Jahren 2012 seine aktive Laufbahn beendete.

## Karriere
Morton studierte ab 1991 in seiner Heimatstadt an der University of Louisville, wo er für die renommierte Hochschul-Basketballmannschaft Cardinals in der damaligen Metro Conference, die später in der Conference USA aufging, der NCAA Division I spielte. Die Cardinals konnten sich jeweils in ihrer Conference jeweils für die landesweite NCAA-Endrunde qualifizieren und gewannen 1993 und 1994 sowohl die reguläre Saison als auch das Meisterschaftsturnier der Metro Conference. Dabei wurde Morton 1993 zum Most Valuable Player des Conference-Turniers gewählt. In der NCAA-Endrunde erreichte man 1992 nach einem Zweitrunden-Aus in den folgenden beiden Jahren jeweils die Achtelfinalrunde „Sweet Sixteen“. 1994 meldete sich Morton zur Entry Draft der NBA an und wurde wie sein Mannschaftskamerad Clifford Rozier, zuvor zweimal Spieler des Jahres der Metro Conference, von den Golden State Warriors ausgewählt. Morton hatte sein NBA-Debüt Mitte Dezember 1994 und wurde in der Saison 1994/95 mit 41 Einsätzen in der Hälfte der Saisonspiele durchschnittlich knapp zehn Minuten eingesetzt. Anschließend entließen die Warriors, die NBA-Karriere seines langjährigen Mannschaftskameraden Rozier dauerte nur knapp zwei Jahre länger.
Nachdem die Warriors Morton entlassen hatten, spielte er in der Saison 1995/96 in der israelischen Ligat ha’Al für Hapoel aus Eilat. Im Sommer 1996 kehrte er in sein Heimatland zurück und versuchte über „Sommerligen“ wie United States Basketball League und andere sich wieder für höhere Aufgaben zu empfehlen. Nachdem er damit keinen Erfolg hatte, spielte er 1996/97 in der British Basketball League für die Eagles aus Newcastle upon Tyne. Die Eagles konnten sich erstmals seit sechs Jahren für die Play-offs qualifizieren, in denen sie in der ersten Runde gegen den späteren Play-off-Gewinner London Towers ausschieden. Anschließend unterschrieb er für die Saison 1997/98 einen Vertrag bei Bayer Leverkusen in der deutschen Basketball-Bundesliga, der jedoch vorzeitig beendet wurde. In der Saison 1998/99 war er wieder in der British Basketball League aktiv, diesmal für die Towers aus London, die ihren Erfolg von 1997 in den Play-offs 1999 wiederholen konnten. Nachdem man in der ersten Play-off-Runde erneut Mortons Ex-Verein Newcastle Eagles, schlug man im Halbfinale den Hauptrundenersten Sheffield Sharks und sicherte sich anschließend den Titel.
Ab 1999 spielte Morton zwei Spielzeiten in der Japan Basketball League für Hitachi Honso aus Osaka, die anschließend unter dem Namen SunRockers firmierten. Nachdem er 2002 in der American Basketball Association gespielt hatte, spielte er in der Saison 2002/03 in der bulgarischen Nationalliga für ZSKA aus der Hauptstadt Sofia. Nach einem Intermezzo im Sommer 2003 in der Dominikanischen Republik kehrte er wieder nach Europa zurück und spielte in der französischen LNB Pro A für JA Vichy. Der Aufsteiger der Vorsaison verpasste jedoch erneut die Play-offs um die Meisterschaft und schied im europäischen Vereinswettbewerb FIBA Europe Cup 2003/04 in den K.-o.-Spielen gegen den nationalen Konkurrenten Hyères-Toulon Var Basket aus. Morton blieb zur folgenden Spielzeit in Frankreich, spielte jedoch in der zweiten Liga Pro B für den Basketballklub aus Angers, der jedoch nur einen 13. Platz unter 17 Mannschaften in der Abschlusstabelle erreichte. Anschließend präsentierte sich Morton im Sommer 2005 wieder in der Dominikanischen Republik. Für die Saison 2005/06 kehrte Morton nach Bulgarien zurück, wo er bei wechselnden Verein die folgenden sieben Jahre bis zu seinem Karriereende als aktiver Spieler 2012 blieb. Zu Meisterschaftserfolgen sollte es dort für Morton nicht reichen, da alle Meisterschaftstitel an den Serienmeister BK Lukoil Akademik gingen.